# 黃扆 (嘉靖丙辰進士)
黃扆（1514年—？），字文斷，號及泉，廣東潮州府大埔縣人，明朝政治人物。

## 生平
乙卯科（1555年）廣東鄉試第六名舉人。嘉靖三十五年（1556年）中式丙辰科三甲第六十八名進士。都察院观政，授浙江长兴县知县，三十八年升南京户部主事，四十一年升员外、郎中，四十四年（1565年）出为江西赣州府知府。隆慶四年（1570年）三月升福建按察司副使。

## 家族
曾祖黃璿；祖父黃鳳；父黃伯珙，贈南京户部主事。母羅氏，封太安人。